# Cerocala ilia
Cerocala ilia là một loài bướm đêm trong họ Erebidae.